# Sarilumab
Le sarilumab est un anticorps monoclonal humanisé qui bloque l’action des récepteurs de l’interleukine 6, il est utilisé pour son action immunosuppressive dans la polyarthrite rhumatoïde.
Le sarilumab est commercialisé sous le nom de Kevzara par Sanofi. 
Il est testé lors de la pandémie de maladie à coronavirus de 2019-2020 contre la « tempête de cytokine » qui chez les patients gravement touchés par la Covid-19 est une cause importante de mortalité. Les études concernant ses effets donnent des résultats contradictoires. Depuis le 8 janvier 2021, son utilisation est autorisée en Grande-Bretagne en milieu hospitalier, associé ou non à un corticostéroide.

## Mécanisme d’action
L’interleukine-6 joue un rôle dans l’apparition de l’inflammation et est présente à des taux élevés chez les patients atteints de polyarthrite rhumatoïde. En empêchant l’interleukine-6 de se fixer sur ses récepteurs, le sarilumab réduit l’inflammation et les autres symptômes de la polyarthrite rhumatoïde.

## Indication
Le sarilumab est indiqué dans le traitement de la polyarthrite rhumatoïde active, modérée à sévère, chez les patients adultes, en association avec le méthotrexate en cas de réponse inadéquate ou intolérance à au moins un traitement de fond. Il peut être utilisé en combinaison avec le méthotrexate ou d'autres médicaments.

## Effets secondaires
Les effets indésirables les plus fréquents de sarilumab sont des infections des voies respiratoires supérieures et urinaires, la thrombopénie, l'herpès, l'hyperlipémie.
Il est contre-indiqué en cas d'infections sévères.

## Etudes dans le cadre de la lutte contre la pandémie de coronavirus
L'institut Feinstein de Northwell Health a annoncé le 21 mars 2020 qu'il réalise une étude concernant l'utilisation de cette substance contre l'infection de COVID-19, en liaison avec le laboratoire Regeneron Pharmaceuticals. 
En France, c'est le programme CORIMUNO-19 qui a testé le sarilumab en liaison avec Sanofi. Le 1er septembre 2020, Sanofi annonce que cette étude de phase III qui a impliqué 420 patients n'a hélas pas donné de résultat concluant.
Toutefois, une autre étude baptisée REMAP-CAP sponsorisée en Grande-Bretagne par le NIHR, publiée le 7 janvier 2021, montre une réduction de la mortalité hospitalière à 22% contre 36% sans le produit et une réduction de une semaine en moyenne de la durée d'hospitalisation des patients, et amène l'agence MHRA à autoriser l'utilisation du produit en milieu hospitalier, en complément de dexamethasone ou d'hydrocortisone.